# جون بشار
جون بشار (بالإنجليزية: John Bachar)‏ هو متسلق الجبال أمريكي، ولد في 23 مارس 1957 في لوس أنجلوس في الولايات المتحدة، وتوفي في 5 يوليو 2009 في كاليفورنيا في الولايات المتحدة.